# Retrogradatie
Retrogradatie binnen de sedimentologie wil zeggen dat een sedimentair gesteente niet bekkenwaarts uitbouwt, maar landinwaarts inkrimpt. Dit vindt plaats wanneer de sedimentaanvoer kleiner is dan de zeespiegelstijging. Dit in tegenstelling tot de processen aggradatie en progradatie waarbij de sedimentaanvoer ongeveer gelijk aan respectievelijk groter dan de zeespiegelstijging is.
Het begrijpen en onderzoeken van de processen aggradatie, progradatie en retrogradatie is een wezenlijk onderdeel van de studie van de sequentiestratigrafie, zoals die door de Amerikaanse geoloog Peter Vail is ontwikkeld.